# Europese kampioenschappen indooratletiek 1985
De Europese kampioenschappen indooratletiek 1985 werden van 2 tot en met 3 maart 1985 gehouden in het Peace and Friendship Stadium in de Griekse stad Piraeus. Het was de eerste en vooralsnog enige maal dat de kampioenschappen in Griekenland gehouden werden.

## Medailles

### Mannen
| Onderdeel            | Goud                               | Goud    | Zilver                            | Zilver  | Brons                            | Brons   |
| -------------------- | ---------------------------------- | ------- | --------------------------------- | ------- | -------------------------------- | ------- |
| 60 m                 | Mike McFarlane Verenigd Koninkrijk | 6,61    | Antoine Richard Frankrijk         | 6,63    | Ronald Desruelles België         | 6,64    |
| 200 m                | Stefano Tilli Italië               | 20,77   | Olaf Prenzler Oost-Duitsland      | 20,83   | Aleksandr Jevgenjev Sovjet-Unie  | 20,95   |
| 400 m                | Todd Bennett Verenigd Koninkrijk   | 45,56   | Klaus Just West-Duitsland         | 45,90   | José Alonso Spanje               | 46,52   |
| 800 m                | Rob Harrison Verenigd Koninkrijk   | 1.49,09 | Petru Drăgoescu Roemenië          | 1.49,38 | Leonid Masoenov Sovjet-Unie      | 1.49,59 |
| 1500 m               | José Luis González Spanje          | 3.39,26 | Marcus O'Sullivan Ierland         | 3.39,75 | José Luis Carreira Spanje        | 3.40,43 |
| 3000 m               | Bob Verbeeck België                | 8.10,84 | Thomas Wessinghage West-Duitsland | 8.10,88 | Vitali Tysjtsjenko Sovjet-Unie   | 8.10,91 |
| 60 m horden          | György Bakos Hongarije             | 7,60    | Jiří Hudec Tsjecho-Slowakije      | 7,68    | Vjatsjeslav Oestinov Sovjet-Unie | 7,70    |
| Verspringen          | Gyula Pálóczi Hongarije            | 8,15    | László Szalma Hongarije           | 8,15    | Serhi Lajevsky Sovjet-Unie       | 8,14    |
| Hink-stap-springen   | Khristo Markov Bulgarije           | 17,29   | Ján Čado Tsjecho-Slowakije        | 17,23   | Volker Mai Oost-Duitsland        | 17,14   |
| Hoogspringen         | Patrik Sjöberg Zweden              | 2,35    | Aleksandr Kotovitsj Sovjet-Unie   | 2,30    | Dariusz Biczysko Polen           | 2,30    |
| Polsstokhoogspringen | Serhij Boebka Sovjet-Unie          | 5,70    | Aleksandr Kroepski Sovjet-Unie    | 5,70    | Atanas Tarev Bulgarije           | 5,60    |
| Kogelstoten          | Remigius Machura Tsjecho-Slowakije | 21,74   | Ulf Timmermann Oost-Duitsland     | 21,44   | Werner Günthör Zwitserland       | 21,23   |

### Vrouwen
| Onderdeel    | Goud                                 | Goud    | Zilver                           | Zilver  | Brons                             | Brons   |
| ------------ | ------------------------------------ | ------- | -------------------------------- | ------- | --------------------------------- | ------- |
| 60 m         | Nelli Cooman Nederland               | 7,10    | Marlies Göhr Oost-Duitsland      | 7,13    | Heather Oakes Verenigd Koninkrijk | 7,22    |
| 200 m        | Marita Koch Oost-Duitsland           | 22,82   | Kirsten Emmelmann Oost-Duitsland | 23,06   | Els Vader Nederland               | 23,64   |
| 400 m        | Sabine Busch Oost-Duitsland          | 51,35   | Dagmar Neubauer Oost-Duitsland   | 51,40   | Alena Bulířová Tsjecho-Slowakije  | 52,54   |
| 800 m        | Ella Kovacs Roemenië                 | 2.00,51 | Nadezjda Olizarenko Sovjet-Unie  | 2.00,90 | Cristina Matei Roemenië           | 2.01,01 |
| 1500 m       | Doina Melinte Roemenië               | 4.02,54 | Fița Lovin Roemenië              | 4.03,46 | Brigitte Kraus West-Duitsland     | 4.03,64 |
| 3000 m       | Agnese Possamai Italië               | 8.55,25 | Olga Bondarenko Sovjet-Unie      | 8.58,03 | Yvonne Murray Verenigd Koninkrijk | 9.00,94 |
| 60 m horden  | Cornelia Oschkenat Oost-Duitsland    | 7,90    | Ginka Zagorcheva Bulgarije       | 8,02    | Anne Piquereau Frankrijk          | 8,03    |
| Verspringen  | Halyna Tsjystjakova Sovjet-Unie      | 7,02    | Eva Murková Tsjecho-Slowakije    | 6,99    | Heike Drechsler Oost-Duitsland    | 6,97    |
| Hoogspringen | Stefka Kostadinova Bulgarije         | 1,97    | Susanne Beyer Oost-Duitsland     | 1,94    | Danuta Bułkowska Polen            | 1,90    |
| Kogelstoten  | Helena Fibingerová Tsjecho-Slowakije | 20,84   | Claudia Losch West-Duitsland     | 20,59   | Heike Hartwig Oost-Duitsland      | 19,93   |

### Medailleklassement
| Plaats | Land                | Goud | Zilver | Brons | Totaal |
| 1      | Oost-Duitsland      | 3    | 6      | 3     | 12     |
| 2      | Verenigd Koninkrijk | 3    | 0      | 2     | 5      |
| 3      | Sovjet-Unie         | 2    | 4      | 5     | 11     |
| 4      | Tsjecho-Slowakije   | 2    | 3      | 1     | 6      |
| 5      | Roemenië            | 2    | 2      | 1     | 5      |
| 6      | Hongarije           | 2    | 1      | 0     | 3      |
| 7      | Italië              | 2    | 0      | 0     | 2      |
| 8      | Bulgarije           | 2    | 1      | 1     | 4      |
| 9      | Spanje              | 1    | 0      | 2     | 3      |
| 10     | België              | 1    | 0      | 1     | 2      |
| 10     | Nederland           | 1    | 0      | 1     | 2      |
| 12     | Zweden              | 1    | 0      | 0     | 1      |
| 13     | West-Duitsland      | 0    | 3      | 1     | 4      |
| 14     | Frankrijk           | 0    | 1      | 1     | 2      |
| 15     | Ierland             | 0    | 1      | 0     | 1      |
| 16     | Polen               | 0    | 0      | 2     | 2      |
| 17     | Zwitserland         | 0    | 0      | 1     | 1      |
| Totaal | Totaal              | 22   | 22     | 22    | 66     |

1970 ·
1971 ·
1972 ·
1973 ·
1974 ·
1975 ·
1976 ·
1977 ·
1978 ·
1979 ·
1980 ·
1981 ·
1982 ·
1983 ·
1984 ·
1985 · 
1986 · 
1987 · 
1988 · 
1989 · 
1990 · 
1992 · 
1994 · 
1996 · 
1998 · 
2000 · 
2002 · 
2005 · 
2007 · 
2009 ·
2011 ·
2013 ·
2015 ·
2017 ·
2019 ·
2021 ·
2023 ·
2025
Belgische medaillewinnaars · Nederlandse medaillewinnaars